# 惠周惕
惠周惕（？—？），原名恕，字元龍，号硯谿。江南吴县人。清经学家。

## 生平
惠周惕早年隨徐枋、汪琬游歷，“与当代名士交，秀水朱彝尊极称之”，康熙十七年（1678年）舉博學鴻儒科，因丁憂未參加。康熙三十年（1691年）进士，選庶吉士，散館改直隸省密雲縣（今北京市）知县，卒於官。

## 著作
惠周惕精于经学，乃吴派经学之後傳，督学田雯稱赞“其论采于六经，旁搜博取，疏通证明，虽一字一句必求所有而改其义类，晰其是非，盖有汉儒之博而非附会”。著有《硯溪詩文集》及《易傳》二卷，《詩說》三卷。

## 後代
有子惠士奇、孙惠栋。惠氏三世傳經，周惕為其創始者。

## 延伸阅读
[在维基数据编辑]
 《清史稿/卷481》，出自趙爾巽《清史稿》